# Le Couronnement de Renart
Le Couronnement de Renart est une version "wallonne" du Roman de Renart dont Maurice Delbouille identifie l'auteur à un clerc de la cour du comte de Namur par les particularités wallonnes et picardes de sa langue. Ces particularités linguistiques et le ton violent, âpre de la critique du pouvoir qui s'y développe permet de détacher cette œuvre du Roman de Renart proprement dit. L'auteur y fait la satire de la "renardie", c'est-à-dire des vices de Renart. Renart est couronné roi à la place de Noble (le lion). Il fait régner l'orgueil, le mal. Il y a en fait une visée satirique contre les ordres mendiants (franciscains et dominicains).

## Éditions
- Alfred Foulet (éd.), Le couronnement de Renard, Paris et Princeton, Presses universitaires de France et Princeton University Press, coll. « Elliott monographs in the romance languages and literatures » (no 24), 1929 [paru le 25 mars 1930] (réimpr. New York, Kraus Reprint Corporation, 1965), 1re éd., LXVIII-125 p., in-8o (25 cm) (OCLC 491794775, BNF 33330014, SUDOC 062386972).